# Zarema
Zarema Halilova (1983), més coneguda com a Zarema, és una cantautora turca de música pop i electrònica. Segons afirma Zarema, el seu nom artístic significa "dona cantant" en persa. D'origen tàtar de Crimea, Zarema s'autoanomena "la Shakira de Crimea". El seu primer album, Zarema, té com a cançó principal Atak (atac en català) i totes les cançons estan escrites i compostes per ella en turc.
Zarema va anar el 2008 als Estats Units per a fer un àlbum en anglès i es va establir a Los Angeles el 2010.